# الحزب الوطني الكيني
الحزب الوطني الكيني كان حزباً سياسياً في كينيا.

## التاريخ
تأسس الحزب في يوليو 1959 كحزب متعدد الأعراق يتألف من أعضاء أفارقة وعرب وأوروبيين وهنود في المجلس التشريعي بقيادة ماسيندي موليرو. انضم العديد من السياسيين البارزين إلى الحزب، بما في ذلك دانيال أراب موي ورونالد نجالا وتايتا تاويت. عارض أعضاؤه السلوك المتعجرف لتوم مبويا، الذي أسس حركة استقلال كينيا ردًا على تشكيل الحزب الوطني.
ومع ذلك، بحلول نوفمبر 1959، لم يعد الحزب متعدد الأعراق، وبحلول نهاية العام، انضم إلى لحزب الاستقلال لتقديم جبهة موحدة في مؤتمر لانكستر هاوس. بعد المؤتمر، أعيد إطلاق الحزب الوطني الكيني لفترة وجيزة باسم حزب الشعب الكيني الأفريقي قبل أن يندمج مع عدة أحزاب أخرى في يونيو 1960 لتشكيل الاتحاد الديمقراطي الكيني الأفريقي،  بينما اندمج حزب الاستقلال في الاتحاد الوطني الأفريقي الكيني المنافس.